# Г-14
Г-14 је организација европских фудбалских клубова, коју је постојала од 2000. до 2008. Основали су је 14 водећих клубова у Европи у циљу обезбеђења преговора са ФИФА-ом и УЕФА-ом. Нови чланови се могу придружити само по позиву, па су на основу тога у августу 2002. године примљена 4 нова клуба, али је организација задржала стари назив. Снагу Г-14 поткрепљује и чињеница да је од 1991. године од када постоји такмичење под именом Лига шампиона, па до данас само у финалу 2004. играла екипа која није члан ове престижне организације (ФК Монако). Сви чланови су оставили веома значајан траг у историји фудбала, како у својим лигама тако и у међународним такмичењима.
Године 2008. организација Г-14 је расформирана и уместо ње створено је Европско удружење клубова у којој се налази 220 клубова.

## Чланови
- Ливерпул
- Манчестер Јунајтед
- Олимпик Марсељ
- Пари Сен Жермен
- Бајерн Минхен
- Борусија Дортмунд
- Милан
- Интер
- Јувентус
- Ајакс
- ПСВ Ајндховен
- Порто
- Барселона
- Реал Мадрид

## Нови чланови
- Арсенал
- Олимпик Лион
- Бајер Леверкузен
- Валенсија

## Позвани клубови
- Челси
- Монако
- Вердер Бремен
- Севиља
- Рома
- Олимпијакос
- Бенфика
- Селтик
- Андерлехт
- Фенербахче
- Базел
- Црвена звезда
- Розенборг
- Копенхаген
- Левски Софија
- Динамо Кијев